# Temple romà de Deir Shelwit

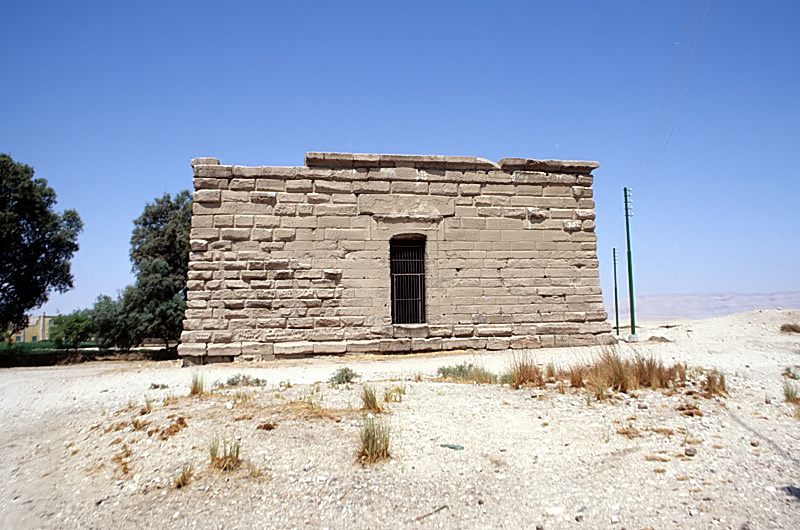
Restes del temple

El temple romà de Deir Shelwit (àrab: دير الشلويط, Dayr ax-Xalwīṭ; francès: Deir Chelouit) és un petit temple d'estil grecoromà que fou construït pels romans al final del segle i (i encara fou decorat al segle ii), proper al Palau de Malkatta, al sud de la necròpolis de Tebes, a l'oest de Luxor. Fou dedicat a Isis. Resta la porta de la paret que el rodejava (la paret ja no existeix) i el temple propi on es feia el culte.
Destaca per ser un dels pocs temples d'aquesta època que es troben a la zona de l'antiga Tebes, sobretot perquè és l'únic que no està dedicat a la tríada tebana, sinó a Isis.